# Pablo Urbina
Pablo Urbina (Vitoria,  Álava, 28 de junio de 1988) es un director de orquesta español. Director titular de la Orquesta del Algarve (desde enero de 2025).

## Biografía
Aunque Pablo nació en Vitoria (1988), vivió en Pamplona su infancia y adolescencia. A los ocho años entró en el conservatorio Pablo Sarasate. A los diecisiete años consiguió una beca para formarse en la Joven Orquesta de San Diego (California). Continuó su formación en la Thornton School of Music de Los Ángeles, completando su maestría en música en el Real Colegio de Música (Londres),estudiando con Peter Stark.
Pablo Urbina ha dirigido orquestas en cuatro continentes. Entre otras: la Orquesta Sinfónica de RTVE, la Real Orquesta Filarmónica de  Liverpool, la Orquesta Hallé de Mánchester, la Orquesta del Ulster, la Orquesta Sinfónica de Castilla y León, la Filarmónica de Málaga, la Orquesta Sinfónica de Waco, la Orquesta del Algarve,la Orquesta de Cámara de Hong Kong, la Sinfónica de Túnez.
Ha sido: director musical de la London City Orchestra (2013-2019); director asistente de la Orquesta Sinfónica de Baleares (2020-2021).Desde 2019 es director principal de la Orchestra Vitae de Londres.

## Labor benéfica
Urbina es embajador de la organización benéfica británica The Amber Trust, que ayuda a niños ciegos y con discapacidad visual a cursar estudios musicales. También es miembro del consejo de administración de la London City Orchestra.

## Discografía
En 2016, Quartet Records editó su concierto homenaje con la Filarmónica de Málaga al compositor estadounidense Michael Kamen.
En 2020 grabó la banda sonora de la nueva exposición de la Casa Batlló de Gaudí en Barcelona, y en 2021 grabó la mitad del álbum debut del compositor Dani Howard, con la Royal Liverpool Philharmonic, que se publicó en 2024.

## Vida personal
Pablo Urbina se casó con la compositora británica Dani Howard en 2022.Habla: inglés, francés, italiano y portugués.

## Premios
- Tercer premio en el Concurso Internacional de Directores Siemens Hallé, trabajando con The Hallé Orchestra (marzo de 2023).